# Escuela borgoñona

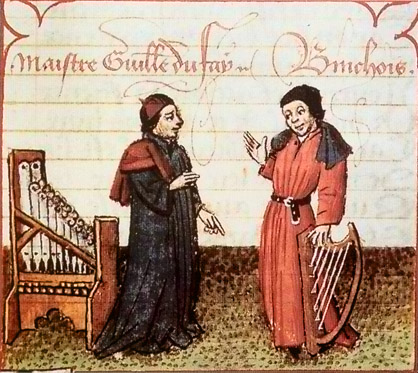
Guillaume Dufay (izquierda) y Gilles Binchois (derecha), miniatura de la obra Champion des dames (1451) de Martin Le Franc.

La Escuela borgoñona o Escuela de Borgoña fue un grupo de compositores activos en el siglo XV en lo que actualmente es el norte y noreste de Francia, Bélgica, y Países Bajos, centrados en la corte de los Duques de Borgoña. Los nombres de los principales artistas de esta escuela son Guillaume Dufay, Gilles Binchois, Antoine Busnois y John Dunstable (en Inglaterra y dependiendo en aquel tiempo de Francia). La Escuela borgoñona era la primera fase de actividad de la Escuela francoflamenca, la más importante del Renacimiento en Europa.

## Historia
A finales de la Edad Media y principios del Renacimiento en Europa los centros culturales tendían a moverse de un lugar a otro debido a una cambiante estabilidad política y a la presencia del poder, ya fuera espiritual o temporal, por ejemplo el Papa, el Antipapa o el Emperador. En el siglo XIV los principales centros de actividad musical estaban en el norte de Francia, en Aviñón y en Italia, representados por Guillaume de Machaut y el ars nova, Francesco Landini y el ars subtilior, respectivamente. Aviñón tuvo un florecimiento cultural breve pero importante porque era la ubicación del papado durante el Cisma de Occidente. Cuando Francia fue devastada por la guerra de los cien años (1337-1453), el centro cultural emigró al Este, hacia las ciudades de Borgoña y los Países Bajos.
Durante el reinado de la Casa de Valois, Borgoña fue el área política más poderosa y estable en Europa occidental, y añadió, un poco a la vez, Flandes, Brabante, Holanda, Luxemburgo, Alsacia y  Lorena. Sobre todo durante los reinados de Felipe el Bueno (1419-1467) y Carlos el Temerario (1467-1477), toda esta zona vagamente conocida como Borgoña era un centro de creatividad musical. La mayor parte de la actividad musical no se llevó a cabo en lo que es hoy en día Borgoña, que tiene su capital en Dijon (aunque los duques de Borgoña mantuvieron un centro administrativo allí). Los principales centros de creación musical fueron Bruselas, Brujas, Lille y Arrás, así como en ciudades más pequeñas en esa misma área general.

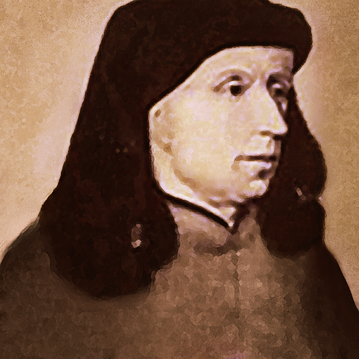
Retrato de Johannes Ockeghem.

Durante el reinado de Felipe III de Borgoña (1396-1467), Dijon tenía una de las mejores capillas musicales del mundo occidental, en la que se destacó Gilles Binchois, que cultivó la canción polifónica de tema amoroso. En el campo de la música sagrada se inició en Borgoña un nuevo estilo polifónico con Guillaume Dufay, Johannes Ockeghem). Carlos I de Borgoña (1467-1477) dio una gran importancia a la música y contrató Antoine Busnois, que compuso casi exclusivamente canciones polifónicas profanas con texto francés, forma musical que del 1450 al 1490 adquirió una gran calidad artística. Compositores de diferentes países se encontraron en la corte de Borgoña, que sirvió de cuna de las diferentes formas musicales europeas, y fue decisivo en la formación del lenguaje musical internacional propio de la Europa del siglo XV.
Los músicos de la región vinieron a Borgoña a estudiar y a seguir sus propias carreras ya que la reputación de la zona se propagó. Los gobernantes borgoñones no eran simplemente mecenas de las artes, sino que también tomaban parte activa en actividades musicales: Carlos el Temerario tocaba el arpa e incluso compuso chansons y motetes (aunque no se conserva ninguno de ellos con una atribución fiable). Los duques también asumían la composición de música profana en un grado pocas veces visto antes en la historia de la música europea, una característica que define la época de Borgoña como un fenómeno del Renacimiento.
Esta migración de la cultura musical al Este, desde París a Borgoña, también se corresponde con la división convencional (aunque no universalmente aceptada) de la historia de la música en etapa medieval y etapa renacentista. Así, Guillaume de Machaut suele considerarse uno de los últimos compositores medievales, se suele considerar a Dufay como el primer compositor del renacimiento significativo. 
Carlos el Temerario fue asesinado en 1477 en la batalla de Nancy, durante uno de sus intentos de añadir el territorio a su imperio. Tras su muerte la música continuó floreciendo como antes. Pero la región fue dividida políticamente, quedando el ducado de Borgoña absorbido por Francia y la mayoría de los Países Bajos pasando a formar parte de las propiedades de los Habsburgo de España. Tanto la corte de Francia como la de los Habsburgo fueron mecenas de la música, sin embargo el estilo francés comenzó a ser distinto del estilo de los Países Bajos, sobre todo en la música profana y en el período posterior a 1500.

## Estilo y formas musicales

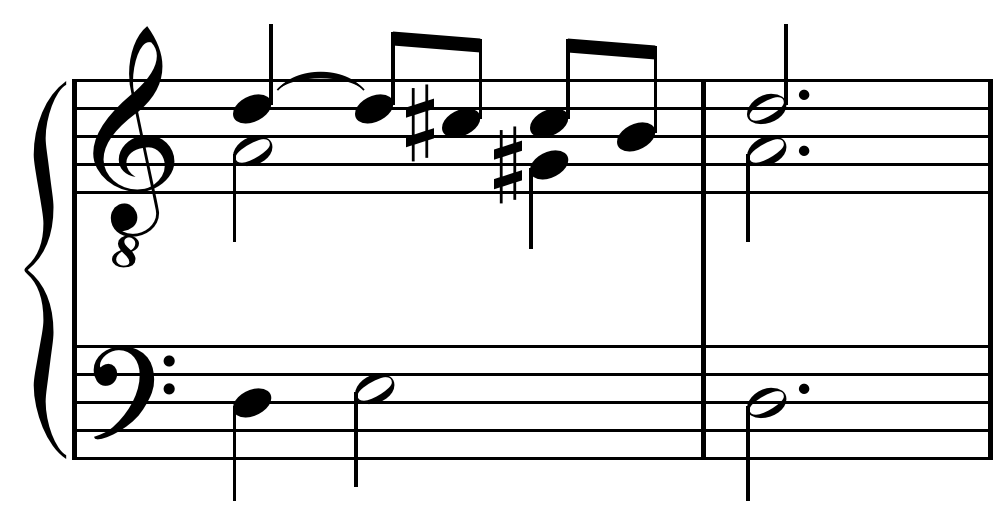
Cadencia borgoñoña en re, nótese las cuartas paralelas entre las voces superiores.

Los compositores borgoñones favorecieron formas de música profana, al menos mientras estuvieron trabajando en las tierras de Borgoña. Se conserva mucha música sacra, especialmente de aquellos compositores que pasaron temporadas en Italia, por ejemplo en el coro papal. Las formas seculares más importantes utilizadas por los borgoñones eran las cuatro formes fixes (rondeau, ballade, virelai y bergerette), todas genéricamente conocidas como chansons. De las cuatro, el rondeau fue con mucho el más popular, en todo caso han sobrevivido más rondeaux que cualquier otra forma. La mayoría de ellos fueron escritos a tres voces y en francés, aunque también hay algunos en otros idiomas. En casi todos los rondeaux, la voz más aguda (el "superius") contenía texto y las otras voces lo más probable es que fuesen interpretadas por instrumentos. El bergerette fue una forma musical desarrollada por los propios borgoñones. Era como el virelai pero más corto, con sólo una estrofa.

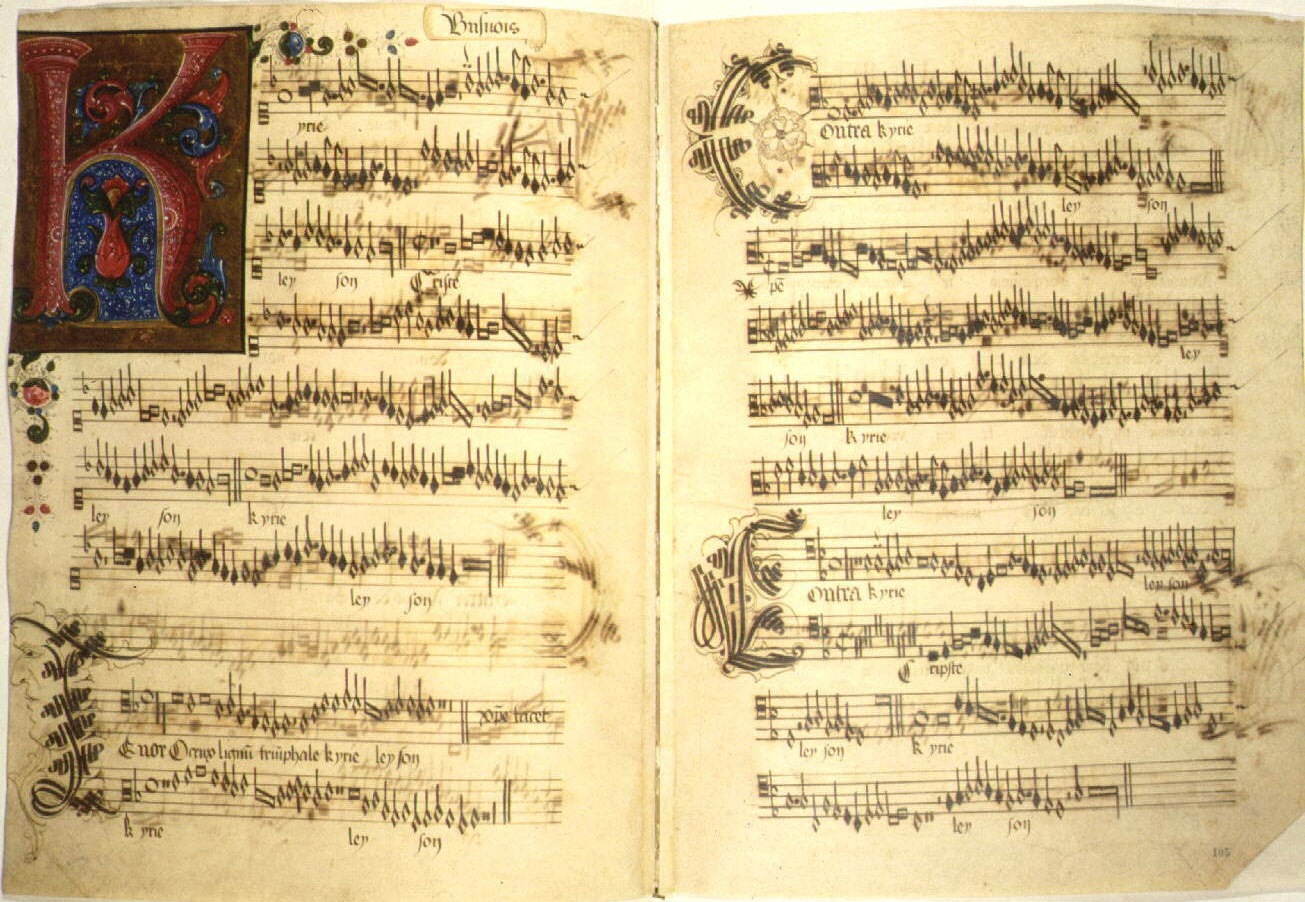
Manuscrito de la Misa O Crux Lignum de Antoine Busnois.

La mayoría de los compositores también escribieron música sacra en latín. De esta manera permanecían fieles para las generaciones siguientes. Escribieron misas y motetes, así como ciclos de magnificats. Durante esta época, la misa pasó de ser un grupo de secciones individuales escritas por diferentes compositores, a menudo siguiendo la técnica del motivo principal, para unificar ciclos basadas en un mismo cantus firmus. Dufay, Binchois, Busnois, Reginald Liebert y otros, escribieron las misas cíclicas. Una de las melodías favoritas para ser empleadas como cantus firmus fue el célebre L'homme armé, que fue utilizado no solo por los músicos borgoñones sino también por compositores de siglos posteriores y, de hecho es la melodía más comúnmente usada como base para la composición de misas en toda la historia de la música, con más de cuarenta misas conservadas que contienen esta melodía. David Fallows escribió sobre ello en New Grove Dictionary of Music and Musicians:

Es difícil pensar en cualquier otra melodía en la historia de la música que haya dado tanta música de la más alta calidad.

A lo largo de este período el motete se va transformando partiendo del modelo isorrítmico del siglo XIV hacia la composición por secciones levemente polifónica que se muestra en la producción musical de compositores borgoñones posteriores como Busnois. En los motetes, así como las misas y otras formas de música sacra, una técnica musical comúnmente empleada fue el fauxbourdon. Se trata de una armonización de un canto existente en acordes paralelos 6-3, ocasionalmente adornados para evitar la monotonía. La composición con fauxbourdon permitía que el texto cantado se entendiera claramente, a la vez que evitaba la sencillez del canto llano. Los motetes borgoñones tendían a ser en latín, escritos a tres voces siendo la voz superior la más importante. Un ejemplo de un motete de Borgoña es "Quam pulchra es" escrito por Dunstable en el siglo XV.
La música instrumental también se cultivó en las cortes de Borgoña, a menudo para la danza. Una peculiaridad del estilo instrumental borgoñón es que los duques preferían la música para instrumentos ruidosos (trompetas, panderetas, chirimías, gaitas) y se conserva más música de este tipo que para otros instrumentos corrientes entonces como el laúd o el arpa. En la práctica contemporánea, los instrumentos ruidosos normalmente se tocaban desde un lugar elevado como un balcón, mientras que los otros instrumentos se tocaban más cerca de los bailarines.
Las formas instrumentales incluyen la basse danse o bassadanza, que era una danza ceremonial de carácter más bien solemne y ritmo relativamente lento. Por lo general se escribía en un compás binario subdividido en grupos de tres (en notación moderna, 6/8), y muchas veces era inmediatamente seguido por una danza rápida como el tourdion o pas de Brabant.
La escuela borgoñona fue la primera generación de lo que se conoce a veces como la Escuela francoflamenca, varias generaciones de compositores que abarcan 150 años y que compusieron en el estilo polifónico asociado con la corriente principal de la práctica musical renacentista. Las generaciones posteriores, que ya no estaban relacionadas específicamente con la corte o la región de Borgoña, pero están relacionadas entre sí por la geografía adyacente y la práctica musical común, incluyen nombres como Johannes Ockeghem, Jacob Obrecht, Josquin des Prez, Adrian Willaert y Orlando di Lasso.

## Compositores

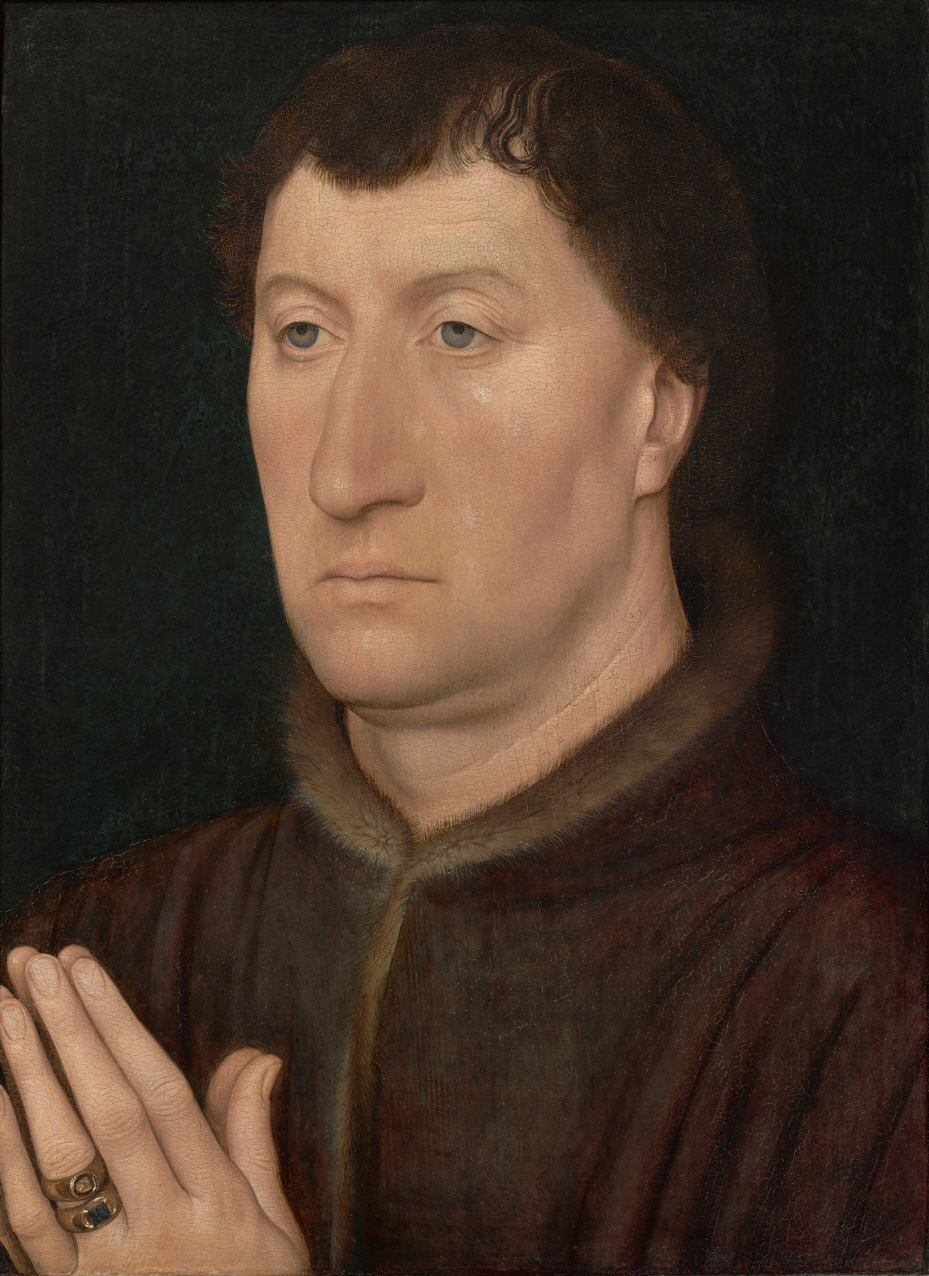
Gilles Joye retratado por Hans Memling.

La historia de la música de Borgoña comenzó con la organización de la capilla en 1384. Veinte años después rivalizaba en esplendor con la famosa organización de Aviñón. Los nombres asociados a esta primera fase de la música borgoñona incluyen a Johannes Tapissier y Nicolas Grenon, que llevaron la tradición hacia la siguiente fase de la capilla, cuando se reorganizó en 1415. Hubo otros compositores tempranos como Hugo y Arnold de Lantins, a los cuales conocería Dufay más tarde en Italia.
De todos los nombres asociados a la escuela borgoñona, el más célebre fue Guillaume Dufay, que era probablemente el compositor más famoso de Europa en el siglo XV. Escribió música en muchas de las formas corrientes entonces, una música que era melódica, cantable y memorable (por ejemplo, más de la mitad de su música sacra consiste en armonizaciones sencillas de canto llano). Entre los contemporáneos de Dufay figuran compositores tales como Gilles Binchois, que estuvo en la corte borgoñona aproximadamente entre 1430 y 1460; y Hayne van Ghizeghem compositor, cantante y soldado que pudo haber sido asesinado en la última campaña militar de Carlos el Temerario.
Después de la muerte de Dufay en 1474, el músico más destacado de Borgoña fue Antoine Busnois, quien también fue un prolífico compositor de chansons, y que posiblemente escribió la famosa melodía L'homme armé.

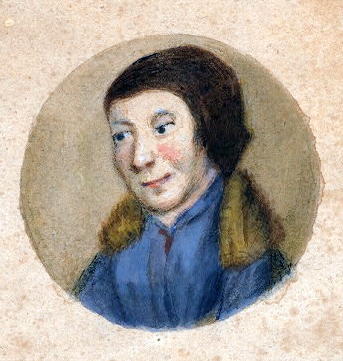
Gilles Binchois.

- Johannes Tapissier (c. 1370-c. 1410)
- Guillaume Dufay (1397-1474)
- Hugo de Lantins (c. 1430)
- Arnold de Lantins (c. 1430)
- Johannes Legris (c. 1420-1440)
- Guillaume Legris (1405-1449)
- Reginaldus Libert (c. 1425-1435)
- Gilles Binchois (c. 1400-1460)
- Johannes Brassart (c. 1400-1455)
- Hayne van Ghizeghem (c. 1445-c. 1480)
- Pierre Fontaine (c. 1380-c. 1450)
- Nicolas Grenon (c. 1375-1456)
- Gilles Joye (1424/1425-1483)
- Robert Morton (c. 1430-c. 1479)
- Antoine Busnois (c. 1430-1492)
- Guillaume le Rouge (1450-1465)
- Adrien Basin (1457-1476)
- Jacobus Vide (1405-1433)

## Manuscritos

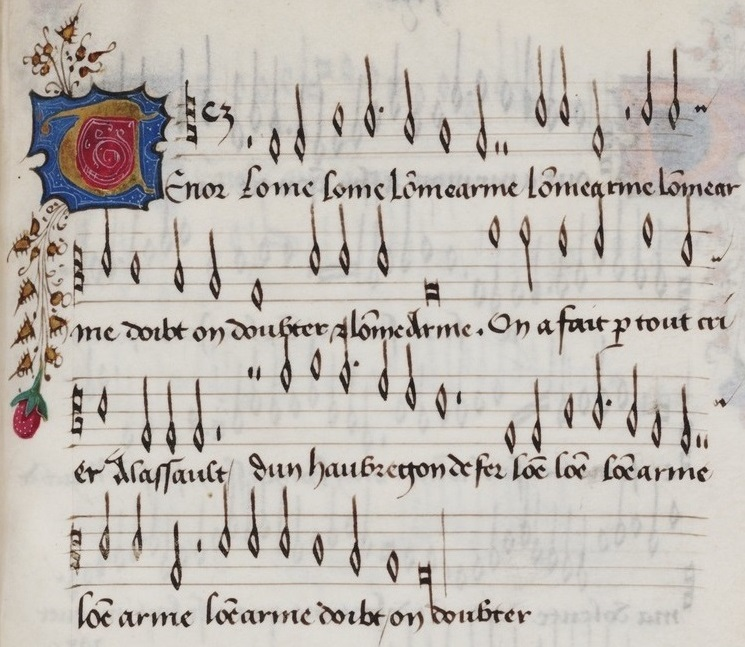
"L'homme armé" en el Mellon Chansonnier, c. 1470.

Se conservan aproximadamente unas 65 fuentes manuscritas que contienen música de compositores borgoñones. Los más destacados son:
- Manuscrito Canonici (Bodleian Library MS. Canon. Misc. 213): que contiene 380 piezas musicales de 60 compositores escritas desde 1400 hasta 1440. Este manuscrito se encuentra en la Biblioteca Bodleiana en Oxford, Inglaterra. Su nombre le viene de un propietario anterior, Matteo Luigi Canonici, un jesuita veneciano del siglo XVIII. Tanto la música sacra como la secular están bien representadas en esta colección.

- Laborde Chansonnier: Cancionero Laborde, que contiene 106 piezas musicales compuestas principalmente durante el reinado de Carlos el Temerario, 1467-1477. Su nombre se debe al marqués de Laborde y actualmente se encuentra en la Biblioteca del Congreso de Estados Unidos en Washington D. C..

- Mellon Chansonnier (Beinecke MS 91): Cancionero Mellon, que contiene 57 piezas de 1440 a 1477 aproximadamente. Lleva el nombre de Paul Mellon, quien lo donó a la Universidad de Yale, donde actualmente se encuentra, en la Biblioteca Beinecke. Incluye algunas piezas de música no borgoñona, como por ejemplo obras de compositores contemporáneos ingleses e italianos.

- Dijon Chansonnier (Dijon, Bibliothèque municipale, Ms 517): Cancionero de Dijon, que contiene 161 piezas musicales de aproximadamente 1470 a 1475 y se conserva en la Biblioteca municipal de Dijon. Algunas piezas fueron escritas por los compositores normalmente asociados con la Escuela de Borgoña como Ockeghem, Loyset Compère y Johannes Tinctoris.

- Cancionero de El Escorial (RBME V-III-24): que contiene 62 piezas musicales de alrededor de 1430 a 1445. Se encuentra en la Real Biblioteca del Monasterio de San Lorenzo de El Escorial y es comúnmente conocido como EscA. Del total de composiciones, sólo una se atribuye a Gilles Binchois, aunque muchas de las restantes se han atribuido por razones estilísticas a Gilles Binchois, John Dunstable, Guillaume Dufay entre otros.

## Discografía
- 1954 – Music at the Burgundian Court. Dufay, Ockeghem, Obrecht. Pro Musica Antiqua, Safford Cape (Vanguard Everyman).
- 1995 – Music in Flemish Cities and Beguignages 1400-1500. Capilla Flamenca (Eufoda).
- 2001 – Arnold de Lantins: Missa Verbum incarnatum. Capilla Flamenca, Psallentes, Oltremontano (Ricercar)
- 2008 – The St. Emmeram Mensural Codex. Munich, Bayerische Staatsbibliothek, clm 14274. Stimmwerck (Aeolus)
- 2011 – The Flemish Polyphony. Varios intérpretes (Ricercar)